# Ligyra helena
Ligyra helena är en tvåvingeart som först beskrevs av Friedrich Hermann Loew 1854.  Ligyra helena ingår i släktet Ligyra och familjen svävflugor. Inga underarter finns listade i Catalogue of Life.